# Abysse de Galathée
Pour les articles homonymes, voir Galatée.
L'abysse de Galathée est le point le plus bas de la fosse des Philippines.
(10° 39′ 00″ N, 126° 35′ 23″ E).
Avec une profondeur de 10 540 mètres sous le niveau de la mer, c'est un des points les plus bas de la planète.
Il tire son nom d'une frégate danoise, la Galathée.